# Sedó
Sedó  es una localidad española del municipio de Torrefeta i Florejacs, perteneciente a la provincia de Lérida, en la comunidad autónoma de Cataluña.

## Historia
Hacia mediados del siglo XIX, el lugar, por entonces con ayuntamiento propio, tenía contabilizada una población de 98 habitantes. La localidad aparece descrita en el sexto volumen del Diccionario geográfico-estadístico-histórico de España y sus posesiones de Ultramar de Pascual Madoz de la siguiente manera:

CEDO: l. con ayunt. en la prov. de Lérida (9 leg.), part., jud. de Cervera (1 1/2), aud. terr. y c. g. de Cataluña (Barcelona 15), dióc. de Solsona (16): sit. en un llano, combatido principalmente por los vientos de E. y S. y con clima saludable. Tiene 23 casas y la igl. parr. (San Donato), la sirve un cura párroco de nombramiento ordinario en concurso general: tiene por anejos á Moncortés y Ribé; contiguo al pueblo se halla el cementerio capaz y ventilado, por lo que no perjudica su salubridad. Confina el térm. N. Torrafeta; E. Tarroja; S. Cardosa, y O. Hostafrancos: cruza por él bañando casi la pobl., el r. Sio que fertiliza una pequeña parte de su estension: en el mismo y en la cima de un cerro, se halla una ermita cuya titular son los Santes Mases. El terreno en general es de muy buena calidad, encontrándose en él plantios de olivos, almendros y nogales: los caminos dirigen á Guísona y Cervera, son de heradura y estan en muy mal estado: el correo lo recogen en esta c. diariamente los mismos interesados. prod.: trigo, cebada y vino; su principal cosecha es la del trigo: se mantiene el ganado mular indispensable para la labranza, y hay caza de perdices. ind.: un molino harinero y otro de aceite. pobl.: 17 vec., 98 alm. cap. imp.: 60,566 rs. contr.: el 14,28 por 100 de esta riqueza. presupuesto municipal 605 los cuales se cubren por reparto vecinal.
(Madoz, 1847, p. 287)

En la actualidad forma parte del municipio de Torrefeta i Florejacs. En 2022, la entidad singular de población tenía empadronados 109 habitantes y el núcleo de población 106 habitantes.